# 938 a.C.

## Eventos
- Vayheset erige Dakla.